# Friedrichstadt-Palast
Friedrichstadt-Palast er et revyteater bygget i 1984 med moderne sceneteknologi i Berlin Mitte. Det er en af Europas førende huse inden for visning af denne kunstform, som blandt andre karakteristiske træk har dets traditionelle kickline.

## Den første bygning
Historien om Friedrichstadt-Palast går tilbage til en tidligere torvehal, som lå omkring 200 meter sydvest for nutidens placering, den officielle adresse i 1867 var Am Zirkus 1.
I 1873 blev bygningen omdannet til en circusarena med 5.000 pladser. I de følgende årtier optrådte Salamonsky, Renz og Circus Schumann berlinerne med deres forestillinger.
I 1910 var torvehallen blevet omdannet til en stor arena, og Max Reinhardt iscenesatte de første teaterforestillinger. Reinhardt besluttede at ombygge bygningen til brug for den nye anvendelse, og den blev ombygget igen af den berømte arkitekt Hans Poelzig. Bygningen havde en drejescene på 18 meter i diameter og havde bevægelig forscene. Hertil kom moderne belysnings- og effektteknologi.
Fra 1924 satte den nye direktør Erik Charell moderne revyer op og bragte stjerner som Comedian Harmonists og La Jana til huse. I nazi-tiden blev teatret omdøbt til Folkets Teater. Nu blev der opført sene borgerlige operetter.
Bygningen led betydelig skade i begyndelsen af 1945 på grund af gentagne luftangreb. Efter krigens slutning genåbnede kunstneren Marion Spadoni huset i maj 1945. Det blev nu kaldt Palast Varieté og havde 3.500 pladser. Et børneensemble stod for første gang på scenen.
I 1949 overtog byen Berlin anlægget, og det oprindelige navn, Friedrichstadt-Palast, vendte tilbage.
Den 29. februar 1980 blev bygningen lukket på grund af stærk nedsynkning af fundamentet samt råd i de bærende pæle. Efter ensemblet flyttede til den ny bygning i 1985, begyndte nedbrydningen af den næsten 120 år gamle bygning næsten omgående.

## Teatret i dag
I dag er Friedrichstadt-Palast det største og mest moderne show-teater i Europa. Det ny Friedrichstadt-Palast blev åbnet den 27. april 1984. Det måler 80 meter i bredden, 110 meter i længden og dækker et areal på 195.000 kvadratmeter.
Friedrichstadt-Palasts store sal bruges jævnligt til forestillinger og har 1.895 siddepladser. Dets scenegulv på 2.854 kvadratmeter er det største i verden. Den 24-meter brede forscenebue er den bredeste i Europa.
Friedrichstadt-Palasts programpolitik er enestående, lige fra børneshows over gæstespil til festivalgalaer og meget mere. Palast har specialiseret sig i komplekse og fantastiske forestillinger, der bruger state-of-the-art belysning og sceneteknik, over hundrede kunstnere og stærkt stiliserede akrobatiske numre.
Efter omfattende investeringer for millioner er Friedrichstadt-Palast fortsat Europas største og mest moderne show-teater. Friedrichstadt-Palast er kendt for sit unikke program og for teatrets størrelse. Her lever Berlins storslåede revuetradition fortsat. Scenedialogen er næsten blevet afskaffet fuldstændigt.